# 力豐（集團）
力豐（集團）有限公司，簡稱力豐集團（英語：Leeport (Holdings) Limited，港交所：0387），在1967年由李修良先生創立一家金屬機械公司。主要生產各種類型機械產品，包括鑽床、表面貼片機，插件機，絲印機，點膠、表面塗敷系統、磨床、銑床等。
其股份自2003年7月10日在香港交易所主板上市。總部位於香港葵涌大連排道152-160號金龍工業中心1期1樓。其辦事處設立於中國居多，其次是在東南亞。發售股份數目為60,000,000股，集資額50,400,000港元，招股價為0.84港元。
2015年8月14日至9月1日，力豐集團以總現金代價1,520,000歐元（相當於約12,920,000港元）收購意大利米蘭交易所上市的Prima Industrie S.p.A.合共85,474股，收購價為每股14.60歐元（相當於124.15港元）至每股18.83歐元（相當於160.12 港元）。

## 連結
- Leeport.com.hk（页面存档备份，存于）